# قط برازيلي قصير الشعر

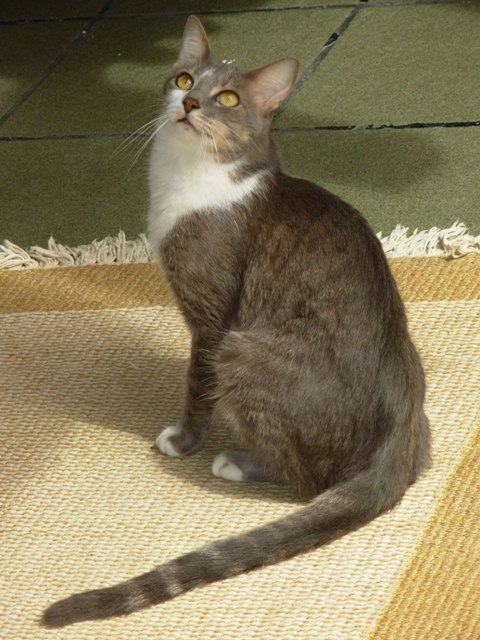

قط برازيلي قصير الشعر (بالإنجليزية: Brazilian Shorthair)‏ (بالبرتغالية: Gato de pelo curto brasileiro‏) ، هي أول سلالة برازيلية يتم الاعتراف بيها دوليا .